# Crna korintska bronca

Crna korintska bronca ili hepatizon je u vrijeme klasične antike posebno cijenjena metalna slitina, smatra se da je bila sastavljena od bakra i malih količina zlata i srebra (pretpostavlja se po 8 % svakog).
Slitina je naknadno patinirana u purpurno crnu boju, sličnu boji jetre, te od tuda i naziv hepatizon. Spominju je brojni antički tekstovi, između ostalih i Plinije stariji. Slične su slitine također poznavali   stari egipćani, stanovnici Mikene te rimljani, a korištene su i u drevnom Japanu ,gdje se koriste sve do danas,te u Kini.

## Vanjske poveznice
- David M Jacobson/Corinthian Bronze and the Gold of the Alchemists
- Craddock,P. Gold in Antique Copper Alloys

- Tekst o korintskoj bronci,iz knjige Historia Naturalis Plinija starijeg,na engleskom